# Amorphoscelis naumanni
Amorphoscelis naumanni är en bönsyrseart som beskrevs av Johann Heinrich Kaltenbach 1983. Amorphoscelis naumanni ingår i släktet Amorphoscelis och familjen Amorphoscelidae. Inga underarter finns listade i Catalogue of Life.